# Aide juridique en Allemagne
L' Allemagne a été le premier pays à fournir une représentation de l' aide juridique gratuite pour les pauvres en 1919. 
Dans ce pays, l'aide juridique est intégrée dans le système judiciaire et est considérée comme une partie de ce système. En cela, l'Allemagne représente l'archétype de l'aide judiciaire.

## Aide juridique dans les affaires civiles et autres cas non criminels
L'aide juridique peut être fournie dans les affaires civiles (y compris le droit de la famille), administratif, du travail, de la protection sociale et même des litiges constitutionnels devant les tribunaux si une partie n'est pas en mesure de payer les honoraires des tribunaux et des avocats. L'aide juridique est accordée par l'exonération des frais judiciaires et le paiement des frais d'avocat par l'État sur décision du tribunal. Le montant fourni dans le cas d'une aide juridique versée à l'avocat est réglementé selon un barème des droits légaux, mais considérablement inférieur à celui que les avocats pourraient normalement réclamer en vertu du tableau des redevances ordinaires d'un client qui n'a pas droit à l'aide juridique.
L'octroi de l'aide juridique par le tribunal exige que le demandeur prouve qu’il est (a) économiquement incapable de supporter les frais de procédures, (b) que sa poursuite judiciaire a des chances raisonnables de succès, et (c) que la cause de l'action n'est pas frivole,. La demande d'aide juridique est généralement déposée avec le projet de plainte auprès du tribunal compétent. Cela a l'avantage pour le demandeur d'aide juridique qu'il soit provisoirement libéré du paiement des frais judiciaires. Le tribunal examine non seulement son statut économique, mais détermine également le bien-fondé de l'affaire, c'est-à-dire si le procès semble raisonnable, s’il a des perspectives de succès, fondées uniquement sur les faits et les arguments présentés dans le projet de plainte. Ainsi, un examen sommaire de la cause d'action est effectué par le tribunal. 
Ce n'est que si toutes les conditions sont remplies que l'aide juridique sera accordée, permettant ainsi au tribunal de communiquer la plainte à l'autre partie et de lancer la procédure. Si la demande d'aide juridique est rejetée par les juges, considérant que l'affaire n'a aucune chance raisonnable d’aboutir, l'affaire est normalement terminée. Le demandeur d'aide juridique reste néanmoins libre de poursuivre son action judiciaire par ses propres moyens. Toutefois, une telle restriction émise par les juges engendre rarement la poursuite de l'affaire. La partie peut aussi demander un soutien d'aide juridique à un stade ultérieur, mais avant l'achèvement des procédures. 
Si l'aide juridique est rejetée par le tribunal et que le requérant poursuit son action,  dans le cas où le jugement lui serait défavorable, les frais de justice lui seront imputés, y compris les honoraires d'avocat de la partie adverse. Si l'aide juridique est accordée et que le requérant perd le procès, ses honoraires d'avocat et les frais de justice sont couverts par l'État, en revanche les frais d'avocat de l'adversaire sont à sa charge. Dans le cas où il gagne l'affaire, son avocat n'exige pas de recevoir l'aide juridique car ce sera à la partie perdante de verser les honoraires et ce au taux ordinairement appliqué. Le défendeur à l’opposition peut quant à lui effectuer les mêmes démarches et prétendre à une aide juridique.
Le système judiciaire allemand conduit à l'examen des affaires d'aide juridique en matière d'indigence. Le fond de l'affaire est d'abord examiné par les avocats en cabinet privé, puis par les tribunaux, en évitant la dépendance à l'égard des institutions d'aide juridictionnelle externes, alors mises en retrait de la procédure. Un autre élément de force réside dans le faible coût du système. Le processus d’aide juridique allemand  étant simplifié, comparé à d’autres pays européens, ce qui le rend plus efficace. La réception de l'aide juridictionnelle dépend de procès-verbaux consciencieusement rédigés par les avocats qui doivent s’assurer de la haute qualité de leurs arguments. Le modèle allemand est également considéré comme mettant le demandeur indigent à égalité avec un opposant aisé. L'indigent a le même choix de représentation que la personne plus aisée. L'avocat représentant l'indigent est naturellement motivé à gagner l'affaire puisque dans ce cas, il aura le droit de recouvrer ses honoraires au complet, payés par la partie perdante. Le système perdant-payeur encourage les avocats à représenter des clients indigents, et qui plus est, ce système les incite à gagner les affaires.

## Aide juridique en procédure pénale
Dans les procédures pénales, aucune aide juridictionnelle n’est attribuée. Cependant  le tribunal met en place une commission d’office qui attribue à l’accusé un avocat dans les cas dits «de défense nécessaire»,, dans le cas où il n’aurait pas lui-même déjà engagé d’avocat. Les cas de défense nécessaire concernent des accusés passibles d’une peine minimale d'un an d'emprisonnement, ou relevant d’une juridiction supérieure, ou déjà en détention provisoire, ou en incapacité de se défendre. Le droit d'avoir un avocat en cas de défense nécessaire n’est donc pas dépendant d’une situation d'indigence. L'avocat de la défense commis d’office touche ses honoraires de l'État. Comme dans les procédures civiles, les honoraires de l'avocat sont inférieurs à celui d’un engagement en contrat privé. Tout avocat inscrit au barreau allemand peut être susceptible d’être nommé par le tribunal. Si l'accusé perd l'affaire, il est condamné entre autres à régler les frais de justice du ministère public. L'avocat commis d’office peut choisir de percevoir ses honoraires soit directement de son client condamné, soit du trésor public. Dans le cas où son client serait indigent, l'avocat réclamera le paiement à l'État. D’autre part, si l’accusé est indigent et que l’affaire n'exige pas de défense nécessaire, il n’aura pas le droit à la commission d’office et devra se défendre par lui-même.